# Wärdshuset Bellmansro

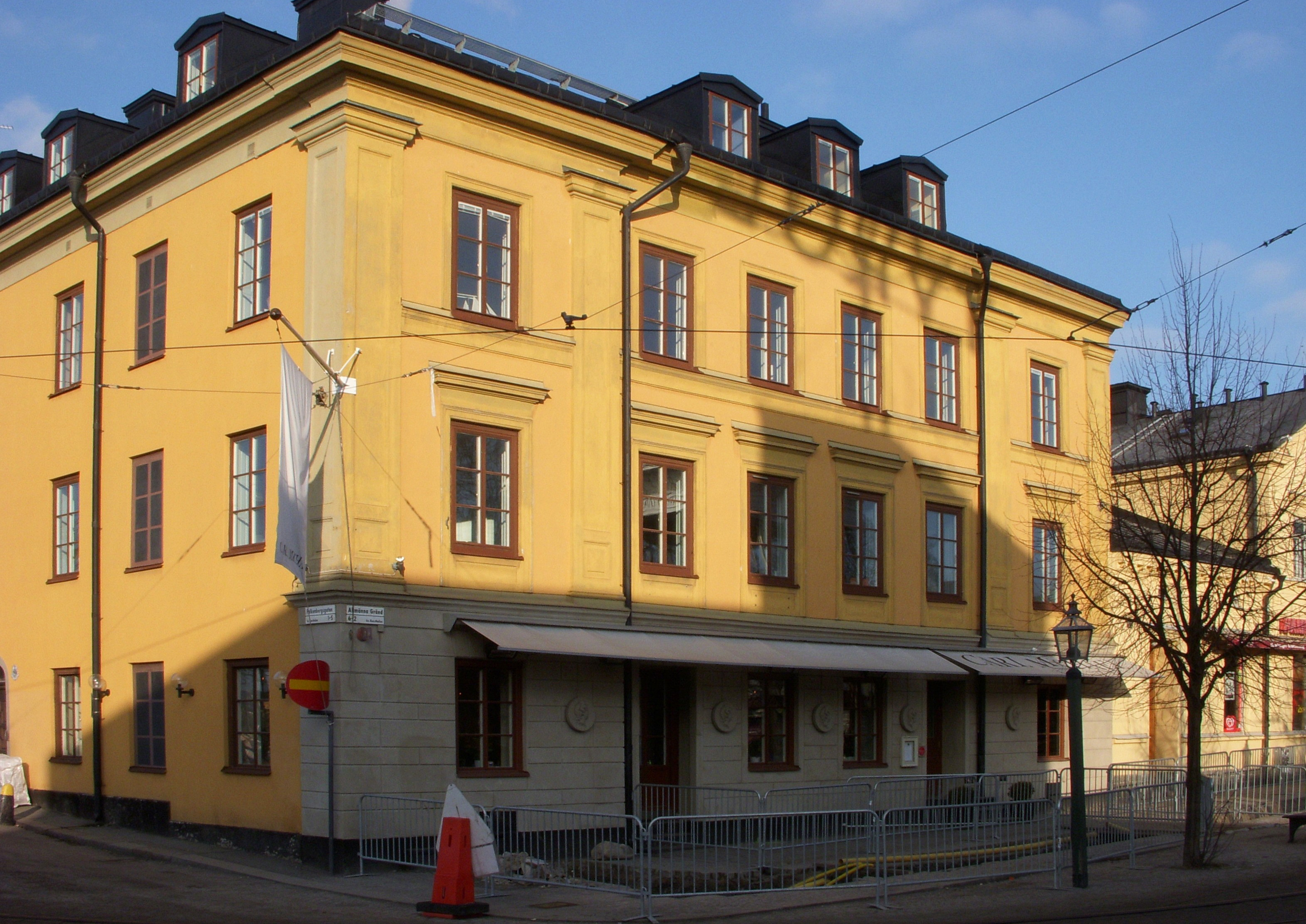
F.d. "Wärdshuset Bellmansro" 2009

Wärdshuset Bellmansro var en restaurang i fastigheten Konsthallen 14 på Allmänna gränd 6 på Djurgården i Stockholm. Den har sitt namn efter restaurang Bellmansro som låg längre ut på Djurgården på den nuvarande platsen för Bellmansbysten mellan 1828 och 1952. Numera (2021) finns Restaurang Allmänna Gränd i bottenvåningen. Fastigheten anses vara ett välbevarat exempel på bostadsbebyggelse från 1860- och 1870-talen och är byggnadsminnesförklarad sedan 1994.